# Liste der Mitglieder des preußischen Staatsrates (ab 1933)
Diese Liste enthält die Mitglieder des preußischen Staatsrates in der Zeit des Nationalsozialismus. Für die Mitglieder des gleichnamigen Verfassungsorgans in der Weimarer Republik siehe die Liste der Mitglieder des Preußischen Staatsrates (1921–1933).

## Mitglieder kraft Amts

### Staatsminister
| Abgeordneter      | Amt                                                          | Amtszeit                                    | Anmerkung |
| ----------------- | ------------------------------------------------------------ | ------------------------------------------- | --- |
| Hermann Göring    | Preußischer Ministerpräsident                                | Juli 1933 bis 1945                          | Präsident des Staatsrates |
| Johannes Popitz   | Preußischer Finanzminister                                   | 11. Juli 1933 bis 21. Juli 1944             | |
| Bernhard Rust     | Preußischer Minister für Wissenschaft und Volksbildung       | 11. Juli 1933 bis 1945                      | |
| Hanns Kerrl       | Preußischer Justizminister                                   | 11. Juli 1933 bis 14. Dezember 1941 †       | |
| Walter Darré      | Preußischer Minister für Landwirtschaft, Domänen und Forsten | 11. Juli 1933 bis 1945                      | |
| Kurt Schmitt      | Preußischer Minister für Wirtschaft und Arbeit               | 11. Juli 1933 bis 30. Juni 1934             | Schmitt wurde am 30. Juni 1934 vom Amt beurlaubt und trat am 30. Januar 1935 definitiv vom Amt zurück, war dann aber ernanntes Mitglied      |
| Franz Gürtner     | Reichs- und Preußischer Justizminister                       | 16. Juni./2. Oktober 1934 bis 31. März 1935 | Zum 1. April 1935 ging die Preußische Justizverwaltung auf das Reich über. Gürtner wirkte aber weiter an den Beratungen des Staatsrates mit. |
| Wilhelm Frick     | Reichs- und Preußischer Minister des Inneren                 | nach 1935 bis 1945                          | |
| Franz Seldte      | Reichs- und Preußischer Arbeitsminister                      | nach 1935 bis 1945                          | |
| Julius Dorpmüller | Reichs- und Preußischer Verkehrsminister                     | 12. Februar 1937 bis 1945                   | |
| Walther Funk      | Reichs- und Preußischer Wirtschaftsminister                  | 7. Februar 1937 bis 1945                    | |

### Staatssekretäre
| Abgeordneter               | Amt                                                                                                | Amtszeit                                       | Anmerkung |
| -------------------------- | -------------------------------------------------------------------------------------------------- | ---------------------------------------------- | --------- |
| Paul Körner                | Staatssekretär des Preußischen Staatsministeriums                                                  | 11. Juli 1933 bis 1945                         |           |
| Bruno Claussen             | Staatssekretär im Preußischen Ministerium für Wirtschaft und Arbeit                                | 31. Juli 1933 bis 8. Mai 1934                  |           |
| Roland Freisler            | Staatssekretär im Preußischen Justizministerium                                                    | 31. Juli 1933 bis nach 1935                    |           |
| Ludwig Grauert             | Staatssekretär im Preußischen Innenministerium                                                     | 11. Juli 1933 bis 30. Juni 1936                |           |
| Friedrich Walter Landfried | Staatssekretär im Preußischen Finanzministerium                                                    | 31. Juli 1933 bis 1943/45                      |           |
| Wilhelm Stuckart           | Staatssekretär im Preußischen Ministerium für Wissenschaft, Kunst und Volksbildung                 | 31. Juli 1933 bis November 1934; 1935 bis 1945 |           |
| Werner Willikens           | Staatssekretär im Preußischen Ministerium für Landwirtschaft, Domänen und Forsten                  | 31. Juli 1933 bis 1945                         |           |
| Hans Pfundtner             | Staatssekretär im Reichs- und Preußischen Ministerium des Inneren                                  | 1. November 1934 bis November 1943             |           |
| Herbert Backe              | Staatssekretär im Reichs- und Preußischen Ministerium für Ernährung und Landwirtschaft             | nach 1935 bis 1945                             |           |
| Gustav Koenigs             | Staatssekretär im Reichs- und Preußischen Verkehrsministerium                                      | nach 1935 bis 1940                             |           |
| Johannes Krohn             | Staatssekretär im Reichs- und Preußischen Arbeitsministerium                                       | nach 1935 bis 1939                             |           |
| Hans Ernst Posse           | Staatssekretär im Reichs- und Preußischen Arbeitsministerium                                       | nach 1935 bis 1945                             |           |
| Werner Zschintzsch         | Staatssekretär im Reichs- und Preußischen Ministerium für Wissenschaft, Erziehung und Volksbildung | Mai 1936 bis 1940                              |           |
| Hermann Muhs               | Staatssekretär im Reichs- und Preußischen Ministerium für die kirchlichen Angelegenheiten          | November 1936 bis 1945                         |           |
| Wilhelm Kleinmann          | Staatssekretär im Reichs- und Preußischen Verkehrsministerium                                      | Februar 1937 bis 1942                          |           |
| Friedrich Alpers           | Staatssekretär im Reichsforstamt und Preußischen Landesforstamt                                    | 1937 bis 1945                                  |           |
| Rudolf Brinkmann           | Staatssekretär im Reichs- und Preußischen Wirtschaftsministerium                                   | 4. Februar 1938 bis Mai 1939                   |           |
| Erich Neumann              | Staatssekretär beim Beauftragten für den Vierjahresplan                                            | 23. Juli 1938 bis 1942                         |           |
| Friedrich Syrup            | Staatssekretär im Reichs- und Preußischen Arbeitsministerium                                       | 1. Januar 1939 bis 1942                        |           |

### Sonstige
| Abgeordneter         | Amt                                             | Amtszeit                                      | Anmerkung |
| -------------------- | ----------------------------------------------- | --------------------------------------------- | --- |
| Ernst Röhm           | Stabschef der SA                                | 11. Juli 1933 bis 1. Juli 1934 †              | |
| Viktor Lutze         | Stabschef der SA                                | nach 1935 bis 2. Mai 1943 †                   | |
| Heinrich Himmler     | Inspekteur der Gestapo, RFSS                    | 11. Juli 1933 bis 1945                        | |
| Robert Ley           | Stabsleiter der PO der NSDAP und Führer der DAF | 11. Juli 1933 bis 1945                        | |
| August von Mackensen | Generalfeldmarschall                            | 26. August 1933 bis 1945                      | |
| Karl Litzmann        | General der Infanterie                          | 26. August 1933 bis 28. Mai 1936 †            | |
| Adolf von Trotha     | Vizeadmiral                                     | vor 13. September 1933 bis 11. Oktober 1940 † | |
| Fritz Thyssen        |                                                 | 11. Juli 1933 bis 17. November 1938           | Thyssen verzichtete mit Schreiben vom 17. November 1938 als Reaktion auf die Absetzung des Düsseldorfer Regierungspräsidenten Carl Christian Friedrich Schmid, der wegen der jüdischen Herkunft seiner Ehefrau verjagt wurde, auf das Amt eines Staatsrates |

## Ernannte Mitglieder
| Abgeordneter                       | Amt                                                                          | Amtszeit                                   | Anmerkung                                                                                  |
| ---------------------------------- | ---------------------------------------------------------------------------- | ------------------------------------------ | ------------------------------------------------------------------------------------------ |
| Wilhelm Berning                    | Bischof von Osnabrück                                                        | 11. Juli 1933 bis 1945                     |                                                                                            |
| Wilhelm Börger                     | Treuhänder der Arbeit                                                        | 12. Oktober 1933 bis 1945                  |                                                                                            |
| Ernst Brandes                      | Gutsbesitzer in Althof-Zaupern bei Insterburg                                | 11. Juli 1933 bis 1935 †                   |                                                                                            |
| Helmuth Brückner                   | Gauleiter und Oberpräsident, Breslau                                         | 26. August 1933 bis August 1934            |                                                                                            |
| Leonardo Conti                     | MinR                                                                         | Januar 1934 bis 1945                       |                                                                                            |
| Kurt Daluege                       | SS-Gruppenführer, Ministerialdirektor                                        | 11. Juli 1933 bis 1945                     |                                                                                            |
| Georg von Detten                   | Sonderkommissar der Obersten SA-Führung in Preußen                           | 4. August 1933 bis 30. Juni 1934 †         |                                                                                            |
| Sepp Dietrich                      |                                                                              | Ende 1933 bis 1945                         |                                                                                            |
| Hermann Graf zu Dohna-Finckenstein | Landwirt in Finckenstein (Westpr.)                                           | Ende 1933 bis 13. Dezember 1942 †          |                                                                                            |
| Otto Heinrich Drechsler            | Oberbürgermeister in Lübeck, stellv. GL                                      | 1. April 1937 bis 1945                     |                                                                                            |
| Joachim Eggeling                   | Gauleiter                                                                    | 20. April 1937 bis 1945                    |                                                                                            |
| Karl Ernst                         | SA-Gruppenführer, Sonderbevollmächtigter des OSAF für Berlin und Brandenburg | 4. August 1933 bis 30. Juni 1934           |                                                                                            |
| Friedrich Karl Florian             | Gauleiter                                                                    | 11. Juli 1933 bis 1945                     |                                                                                            |
| Albert Forster                     | Gauleiter, Führer des Gesamtverbandes der Deutschen Angestellten             | 23. Juli 1933 bis 1945                     |                                                                                            |
| Roland Freisler                    | Staatssekretär im RJM                                                        | nach 1935 bis 1945                         |                                                                                            |
| Axel von Freytagh-Loringhoven      | Universitätsprofessor                                                        | 23. April 1937 bis 29. Oktober 1942 †      |                                                                                            |
| Wilhelm Furtwängler                | Erster Staatskapellmeister, Berlin                                           | vor 25. Juli 1933 bis 1945                 |                                                                                            |
| Paul Giesler                       | Gauleiter, Bochum                                                            | 9. November 1941 bis 18. Juni 1943         |                                                                                            |
| Artur Görlitzer                    | stellvertretender Gauleiter                                                  | 11. Juli 1933 bis 1945                     |                                                                                            |
| Rüdiger Graf von der Goltz         | Rechtsanwalt, Treuhänder der Arbeit                                          | 11. Juli 1933 bis 1945                     |                                                                                            |
| Ludwig Grauert                     | Staatssekretär z.D.                                                          | 1. Juli 1936 bis 1945                      |                                                                                            |
| Erich Gritzbach                    | MinDir., Schriftführer                                                       | 22. August 1938 bis 1945                   |                                                                                            |
| Josef Grohé                        | Gauleiter                                                                    | 11. Juli 1933 bis 1945                     |                                                                                            |
| Gustaf Gründgens                   | Generalintendant                                                             | 6. Mai 1936 bis 1945                       |                                                                                            |
| Carl von Halfern                   | Oberpräsident, Stettin                                                       | 11. Juli 1933 bis 20. Oktober 1937 †       |                                                                                            |
| Edmund Heines                      | SA-Obergruppenführer                                                         | 11. Juli 1933 bis 30. Juni 1934 †          |                                                                                            |
| Kurt Herrmann                      | Verlagsbuchhändler in Berlin                                                 | 1939 bis 1945                              |                                                                                            |
| Philipp Prinz von Hessen           | Oberpräsident, Kassel                                                        | 17. Juli 1933 bis 1943                     |                                                                                            |
| Reinhard Heydrich                  | SS-Brigadeführer                                                             | 5. April 1934 bis 4. Juni 1942 †           |                                                                                            |
| Hans Hinkel                        |                                                                              | nach 1939 bis 1945                         |                                                                                            |
| Albert Hoffmann                    |                                                                              | 1. August 1943 bis 1945                    |                                                                                            |
| Dietrich von Jagow                 | SA-Obergruppenführer                                                         | 11. Juli 1933 bis 1945                     |                                                                                            |
| Karl Jarres                        | Oberbürgermeister, Reichsminister a. D.                                      | 11. Juli 1933 bis 1945                     |                                                                                            |
| Hanns Johst                        | Präsident der Deutschen Akademie für Dichtung                                | 15. Januar 1934 bis 1945                   |                                                                                            |
| Rudolf Jordan                      | Gauleiter, Halle                                                             | 11. Juli 1933 bis 1945                     |                                                                                            |
| Wilhelm Karpenstein                | Gauleiter                                                                    | 11. Juli 1943 bis Juli 1934                |                                                                                            |
| Walter von Keudell                 | Generalforstmeister, Reichsminister a. D.                                    | 1. März 1935 bis 1945                      |                                                                                            |
| Erich Koch                         | Gauleiter, Königsberg                                                        | 11. Juli 1933 bis 1945                     |                                                                                            |
| Walter Köhler                      | Ministerpräsident                                                            | 20. April 1937 bis 1945                    |                                                                                            |
| Fritz Krebs                        | Oberbürgermeister, Frankfurt am Main                                         | 21. Dezember 1933 bis 1945                 |                                                                                            |
| Friedrich Wilhelm Krüger           | SA-Obergruppenführer                                                         | 1933 bis 1945                              |                                                                                            |
| Wilhelm Kube                       | Gauleiter, Oberpräsident                                                     | 11. Juli 1933 bis August 1936              |                                                                                            |
| Wilhelm Kutscher                   | Oberpräsident z.D.                                                           | 11. Juli 1933 bis 1945                     |                                                                                            |
| Hartmann Lauterbacher              | Gauleiter und Oberpräsident                                                  | 1. Januar 1941 bis 1945                    |                                                                                            |
| Magnus von Levetzow                | Konteradmiral a. D.                                                          | 15. November 1935 bis 13. März 1939 †      |                                                                                            |
| Julius Lippert                     | Oberbürgermeister Berlin                                                     | Januar 1937 bis Juli 1940                  |                                                                                            |
| Karl-Siegmund Litzmann             | SA-Obergruppenführer                                                         | 11. Juli 1933 bis 1945                     |                                                                                            |
| Hinrich Lohse                      | Gauleiter, Oberpräsident                                                     | 11. Juli 1933 bis 1945                     |                                                                                            |
| Ferdinand Freiherr von Lüninck     | Oberpräsident                                                                | 12. Oktober 1933 bis 1944                  | War bis zu seiner Verhaftung Mitglied des Staatsrates                                      |
| Hermann Freiherr von Lüninck       | Oberpräsident                                                                | 12. Oktober 1933 bis 2. Juni 1937          | Lüninck trat 1937 aus der NSDAP aus und wurde daraufhin von Göring als Staatsrat entlassen |
| Viktor Lutze                       | SA-Obergruppenführer, Oberpräsident                                          | 11. Juli 1933 bis 1935                     |                                                                                            |
| Max Otto Luyken                    | Inspekteur West der SA                                                       | 11. Juli 1933 bis September 1935           |                                                                                            |
| Wilhelm Meinberg                   | Präsident des Reichslandbundes                                               | 11. Juli 1933 bis 1945                     |                                                                                            |
| Kurt Melcher                       | Oberpräsident i. e. R.                                                       | vor 13. September 1933 bis 1945            |                                                                                            |
| Elhard von Morozowicz              |                                                                              | 11. Juli 1933 bis 31. Januar 1934 †        |                                                                                            |
| Ludwig Müller                      | Landesbischof von Preußen                                                    | vor 13. September 1933 bis 1945            |                                                                                            |
| Erich Neumann                      | Ministerialdirektor im Staatsministerium                                     | 15. September 1933 bis 27. Juli 1938       |                                                                                            |
| August Wilhelm Prinz von Preußen   | SA-Gruppenführer                                                             | 15. September 1933 bis 1945                |                                                                                            |
| Friedrich Reinhart                 | Bankdirektor, IHK-Präsident                                                  | 11. Juli 1933 bis 3. Oktober 1943 †        |                                                                                            |
| Heinrich Sahm                      | Oberbürgermeister von Berlin                                                 | vor 1935 bis Ende 1935                     |                                                                                            |
| Ferdinand Sauerbruch               | Professor                                                                    | 1935 bis 1945                              |                                                                                            |
| Hjalmar Schacht                    | Präsident des Reichsbankdirektoriums                                         | ca. 1937 bis 1944/45                       |                                                                                            |
| Anton Schifferer                   | Hofbesitzer in Berlin                                                        | 11. Juli 1933 bis 20. Juli 1943 †          |                                                                                            |
| Rudolf Schmeer                     | Ministerialdirektor im Reichs- und Preußischen Wirtschaftsministerium        | 13. Juli 1935 bis 1945                     |                                                                                            |
| Kurt Schmitt                       | Reichs- und Staatsminister a. D.                                             | 30. Juni 1934/30. Januar 1935 bis 1945     |                                                                                            |
| Carl Schmitt                       | Universitätsprofessor                                                        | 11. Juli 1933 bis Ende 1945                |                                                                                            |
| Walter Schuhmann                   | Reichsleiter der NSBO                                                        | 13. Juli 1933 bis 1945                     |                                                                                            |
| Franz Schwede                      | Gauleiter und Oberpräsident                                                  | 1. September 1934 bis 1945                 |                                                                                            |
| Siegfried Seidel-Dittmarsch        |                                                                              | 14. September 1933 bis 20. Februar 1934 †  |                                                                                            |
| Gustav Simon                       | Gauleiter, Koblenz                                                           | 11. Juli 1933 bis 1945                     |                                                                                            |
| Aloys Spaniol                      | Landesführer der NSDAP im Saargebiet                                         | 14. Juli 1933 bis März 1935                |                                                                                            |
| Albert Speer                       | Generalbauinspektor für die Reichshauptstadt                                 | 1938 bis 1945                              |                                                                                            |
| Franz Albert Stange                | Staatskommissar für Wirtschaft im Regierungsbezirk Erfurt                    | 11. Juli 1933 bis Oktober 1935             |                                                                                            |
| Peter Stangier                     | stellvertretender Gauleiter                                                  | 15. September 1933 bis 1945                |                                                                                            |
| Emil Georg von Stauß               | Bankdirektor, Berlin                                                         | 19. September 1933 bis 11. Dezember 1942 † |                                                                                            |
| Emil Stürtz                        | Gauleiter, Berlin                                                            | August 1936 bis 1945                       |                                                                                            |
| Otto Telschow                      | Gauleiter                                                                    | 11. Juli 1933 bis 1944/45                  |                                                                                            |
| Josef Terboven                     | Gauleiter, Essen                                                             | 11. Juli 1933 bis 1945                     |                                                                                            |
| Heinz Tietjen                      | Generalintendant der Preußischen Staatstheater                               | Ende 1935 bis 1945                         |                                                                                            |
| Hans von Tschammer und Osten       | Reichssportführer                                                            | Sommer 1936 bis 25. März 1943 †            |                                                                                            |
| Harald Turner                      | Ministerialdirektor in Berlin                                                | 1938 bis 1945                              |                                                                                            |
| Curt von Ulrich                    | Generalinspekteur der SA                                                     | 4. August 1933 bis 1944/45                 |                                                                                            |
| Gustav Wagemann                    | Präsident des Erbhofgerichtes                                                | 14. September bis 11. Dezember 1933 †      |                                                                                            |
| Josef Wagner                       | Gauleiter                                                                    | 11. Juli 1933 bis Februar 1941             |                                                                                            |
| Karl Weinrich                      | Gauleiter                                                                    | 11. Juli 1933 bis 1943/45                  |                                                                                            |
| Fritz Weitzel                      | SS-Gruppenführer                                                             | 11. Juli 1933 bis 20. Juni 1940 †          |                                                                                            |
| Theodor Wiegand                    | Präsident des Archäologischen Institutes des Deutschen Reichs                | 11. Juli 1933 bis 16. Dezember 1936 †      |                                                                                            |
| Helmuth Wohlthat                   | Ministerialdirektor zbV im Preußischen Staatsministerium                     | 1942 bis 1945                              |                                                                                            |
| Udo von Woyrsch                    | SS-Gruppenführer                                                             | 11. Juli 1933 bis 1945                     |                                                                                            |